# جفرود پایین
جفرود پایین 
(به گیلکی: پيل  ٚ  جفرۊ)روستایی از توابع بخش مرکزی شهرستان بندر انزلی در استان گیلان است.

## جمعیت
این روستا در دهستان لیچارگی حسن رود قرار دارد و براساس سرشماری مرکز آمار ایران در سال ۱۳۸۵، جمعیت آن ۷۶۰ نفر (۲۲۸خانوار) بوده‌است.